# Bartolomeu Perestrelo
Bartolomeu Perestrelo (asi 1400 – 1458), portugalský mořeplavec, objevitel a šlechtic, který spolu s Joãem Gonçalvesem Zarco a Tristão Vaz Teixeirou objevil Madeirské souostroví.
Byl synem italského obchodníka Fillipa Pallastrelliho usazeného v Lisabonu. Po rozdělení Madeirského souostroví na kapitánie mu byl dán ostrov Porto Santo do dědičného léna. Za vinu je mu kladeno, že na ostrov údajně přivezl březí samici králíka. Králíci pak během několika let devastovali původní vegetaci ostrova. Jeho dcera Filipa Moniz (nar. 1455) byla roku 1479 provdána za Krištofa Kolumba, který žil na Madeiře a na Porto Santo, kde obchodoval s cukrem. Kryštof Kolumbus věnem dostal jeho mapy větrů a mořských proudů na portugalských ostrovech v Atlantiku, které pak využil při své cestě vedoucí k objevení Ameriky.